# Базаргуруев, Базар Будажапович
Базар Будажапович Базаргуруев (род. 9 января 1985, Челутай, Читинская область) — российский, узбекистанский и киргизский борец вольного стиля.

## Биография
Родился в 1985 году в селе Челутай Забайкальского края (Россия). В молодости тренировался в Агинском и Улан-Удэ, в 2004 году занял 4-е место на чемпионате Европы среди кадетов.
С 2007 года выступает за Кыргызстан. В 2007 году стал чемпионом Азии и бронзовым призёром чемпионата мира. В 2008 году принял участие в Олимпийских играх в Пекине, но занял там лишь 5-е место. В 2009 году стал бронзовым призёром чемпионата Азии.
5 апреля 2017 года решением Международного Олимпийского комитета украинский борец Василий Федоришин был лишён серебряной олимпийской медали за нарушение антидопинговых правил. После пересчёта результатов состязаний Базар Базаргуруев был признан бронзовым призёром Олимпиады-2008.